# Halgania integerrima
Halgania integerrima är en strävbladig växtart som beskrevs av Stephan Ladislaus Endlicher. Halgania integerrima ingår i släktet Halgania och familjen strävbladiga växter. Inga underarter finns listade i Catalogue of Life.